# لاأدرية إلحادية
الإلحاد اللَّا أَدْرِي (بسكون الدال) مذهبٌ فلسفي يشمَل: الإلحاد، واللا أدْرية. وهم ملحدون؛ لأنهم لا يعتقدون بوجود إله، ولا أدْريون؛ لأنهم يدعون أن وجود الإله: إما لا سبيل إلى معرفته من حيث المبدأ، وإمَّا غير معروف حاليًا في الواقع.
يمكن إجراء مقارنة بين الملحد اللا أدري ومَن يعتقد بالألوهية اللا أدرية (الألوهي اللا أدْري)، الذي يؤمن بوجود إله أو عدة آلهة، ولكنه يدعي أن وجود هذا الإله أو الآلهة أو عدمَه مجهولٌ أو لا يُعرَف أبدًا.

## نبذة تاريخية
أحد التعاريف الأولى للإلحاد اللاأدري هو تعريف اللاهوتي والفيلسوف روبرت فلينت، في محاضرته من سلسلة محاضرات كروال في 1887-1888 (نُشرت في عام 1903 تحت عنوان اللاأدرية).
«ومع ذلك قد يكون الملحد، وذلك صحيح فعلًا في حالات غير قليلة، لاأدريًّا. هناك الإلحاد اللاأدري أو اللاأدرية الإلحادية، والجمع بين الإلحاد واللاأدرية، الذي يحمل أحد هذين الإسمين، ليس بالأمر غير الشائع».

«إذا فشل المرء في إيجاد أي سبب وجيه للاعتقاد بوجود إله، فمن الطبيعي والعقلاني تمامًا ألا يؤمن بوجود إله؛ وإذا كان الأمر كذلك، فهو ملحد ... إذا ذهب بالأمر أبعد من ذلك، وبعد البحث في طبيعة المعرفة الإنسانية ومدى امتدادها، ووصل في النهاية إلى الاستنتاج بأنه من غير الممكن إثبات وجود إله، وتوقف عن الإيمان به على أساس أنه لا يستطيع أن يعرف إن كان حقيقيًا، فهو لاأدري وأيضًا ملحد - ملحد لاأدري - ملحد لأنه لاأدري ... إذن، بينما من الخطأ الخلط بين اللاأدرية والإلحاد، فإنه من الخطأ أيضًا فصلهما كما لو كان أحدهما لا يجتمع مع الآخر ...»
في عام 1885، شرح روبرت جرين إنجرسول، المعروف باسم «اللاأدري الكبير»، نظرته المقارنة لللاأدرية والإلحاد على النحو التالي:
«اللاأدري هو ملحد. الملحد هو لاأدري. يقول اللاأدري، «أنا لا أعرف، لكنني لا أعتقد أن هناك أي إله». الملحد يقول نفس الشيء».

## الحجج المعرفية

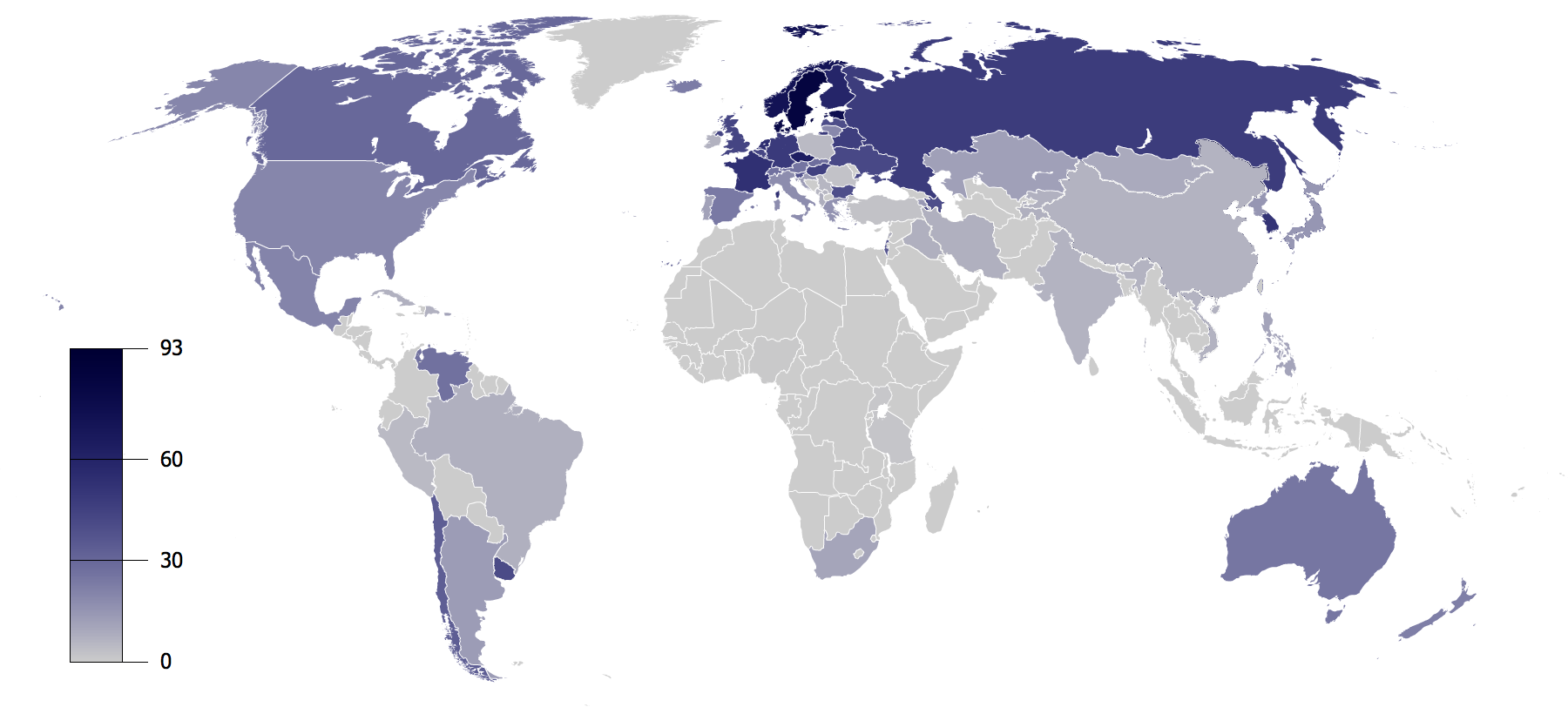
نسبة الملحدين واللاأدريين في دول العالم.

يجادل إلحاد نظرية المعرفة (الإلحاد المعرفي) أو اللاأدري أن الناس لا يستطيعون معرفة الإله أو تحديد وجوده. أساس الإلحاد المعرفي هو اللاأدرية، والتي تأخذ مجموعة متنوعة من الأشكال. في فلسفة المحايثة، فإن الألوهية غير منفصلة عن العالم نفسه، بما في ذلك عقل الشخص، ووعي كل شخص محبوس في المُسند إليه (الأنا أو الذات). وفقًا لهذا الشكل من اللاأدرية، فإن هذا القصور في المنظور يمنع أي استنتاج موضوعي للتأكد من وجود الإله انطلاقًا من حالة الإيمان بالإله.
اللاأدرية العقلانية لكانت والتنوير يقبلان فقط المعرفة المستنبطة بالعقلانية الإنسانية؛ هذا الشكل من الإلحاد يرى أن الآلهة غير قابلة للإدراك (من غير الممكن إدراكها) من حيث المبدأ، وبالتالي لا يمكن معرفة وجودها. تؤكد الشكوكية، المستندة إلى أفكار هيوم، أن اليقين بشأن أي شيء أمر مستحيل، لذلك لا يمكن لأحد أن يعرف على وجه اليقين ما إذا كان هناك إله أم لا. ومع ذلك، رأى هيوم أن مثل هذه المفاهيم الميتافيزيقية (الماورائيات) غير الملموسة ينبغي رفضها باعتبارها «سفسطة ووهم». تخصيص اللاأدرية للإلحاد محل خلاف؛ حيث يمكن اعتبارها رؤية عالمية أساسية مستقلة.
تؤكد الحجج الأخرى للإلحاد التي يمكن تصنيفها على أنها معرفية أو وجوديّة، بما في ذلك الوضعانية المنطقية والغنوسطية، على أن مصطلحات أساسية مثل «الإله» وعبارات مثل «الإله متناهي القوة» عديمة المعنى وغير واضحة. يرى عدم الإدراك اللاهوتي أن عبارة «الله موجود» لا تعبر عن أي اقتراح (افتراض أو احتمال)، لكنها غير منطقية أو لا معنى لها من الناحية الإدراكية. وقد نوقش في كلا الاحتمالين حول ما إذا كان يمكن تصنيف هؤلاء الأفراد في شكل من أشكال الإلحاد أو اللاأدرية. يرفض الفلاسفة ألفرد آير وثيودور درينج كلا التصنيفين، مشيرين إلى أن كلا المعسكرين (الطرفين) يقبلان «وجود الله» كاقتراح (كافتراض أو احتمال)؛ يصنف الفيلسوفان بدلاً من ذلك اللاإدراكية في فئتها الخاصة.